# Margaret Lee
Margaret Lee, död 1543, var en engelsk hovfunktionär.   Hon var hovdam till Englands drottning Anne Boleyn.
Hon var syster till Thomas Wyatt och gifte sig 1532 med Sir Anthony Lee. 
Hon beskrivs som en nära vän och förtrogen till Anne Boleyn. Deras familjers herrgårdar låg granne med varandra, och de förmodas ha varit barndomskamrater. Det antas också att Anne Boleyn och Thomas Wyatt lärde känna varandra genom Margaret. 
Hon närvarade vid statsbesöket i Calais 1532. När Anne gifte sig med kungen och blev drottning 1533, utnämndes hennes personliga vän Margaret Lee till hennes Mistress of the Robes och hade som sådan en framträdande roll vid hovet. 
När Anne Boleyn arresterades och fängslades i Towern i maj 1536 var Margaret Lee en av dem som tilläts följa henne dit. Hon var en av Anne Boleyns assistenter under dennas avrättning. Efter avrättningen lämnade Margaret Lee hovet. 